# Institut de Tecnologia de Geòrgia
L'Institut de Tecnologia de Geòrgia (en anglès: Georgia Institute of Technology) o Georgia Tech és una universitat pública (rep el 20 % del seu pressupost de fons públics) de la ciutat d'Atlanta, Geòrgia (Estats Units). Georgia Tech va ser fundada a l'octubre de 1888. Originalment, la universitat es deia "Escola de Tecnologia de Geòrgia" (Georgia School of Technology). En 1948, el nom va ser canviat al nom actual d'Institut de Tecnologia de Geòrgia (Georgia Institute of Technology). La primera classe va tenir 84 estudiants. Es va permetre l'ingrés d'estudiants femenines en 1952. Actualment, més de 16.000 estudiants assisteixen a l'institut i aproximadament el 30 per cent dels alumnes són dones. Es va permetre l'ingrés d'estudiants d'origen afroamericà en la dècada dels anys 60 del segle xx, sense una ordre judicial. Actualment és la universitat que produeix més enginyers afroamericans dels Estats Units.
Georgia Tech està especialitzat en l'ensenyament de l'enginyeria, però també en programes d'arquitectura, ciències, administració, informàtica, ciències polítiques i relacions internacionals. Georgia Tech es troba juntament amb el MIT, la Universitat Stanford, el Institut Tecnològic de Califòrnia, i la Universitat de Califòrnia a Berkeley, com una de les millors universitats d'enginyeria dels Estats Units. Segons el rànquing de U.S. News & World Report, es troba entre les cinc millors.

## Categoria
La universitat està entre les quatre millors facultats d'enginyeria dels Estats Units. Els seus graus estan altament classificats en l'escalafó de les universitats nord-americanes: Enginyeria Industrial (Primer), Biomedicina (Tercer), Mecànica (Tercer), Aeroespacial (Segon), Electricitat i Electrònica (Quart), Química (Novè), i Enginyeria Civil (Tercer). En2007 i 2008, World University Rankings va catalogar a Georgia Tech com la número 8 en tecnologia al món, tot i que va baixar fins al número 12 en 2009. U.S. News & World Report va catalogar a Georgia Tech com la número 13 en enginyeria i informàtica al món en 2010.

## Esports
Georgia Tech té diversos equips que juguen en la conferència ACC (Atlantic Coast Conference) de la NCAA, incloent un equip de futbol americà, un altre de bàsquet, un altre de beisbol i un altre de golf. La mascota del col·legi és una vespa de nom Buzz.

## Alumnes destacats
- Juan Carlos Varela, president de la República de Panamà;
- Joe Anoa'i, lluitador professional estatunidenc.